# Botschaft der Vereinigten Staaten in Nikosia
Die Botschaft der Vereinigten Staaten in Nikosia ist der Sitz der diplomatischen Vertretung der Vereinigten Staaten von Amerika (USA) in der Republik Zypern. Sie befindet sich in der Metochiou & Ploutarchou Street 2407, Engomi der zypriotischen Hauptstadt und besteht seit der Gründung der Republik Zypern.
Ehemalige Botschafterin war Judith G. Garber

## Nachrichtendienstliche Aktivitäten
In der Dachetage der Botschaft befindet sich nach Aussagen des ehemaligen kanadischen Geheimdiensttechnikers Mike
Frost der "Operations Room" für die elektronische Aufklärung (SIGINT) durch US-Dienste. Auf dem Dach der Botschaft sind mindestens acht Stabantennen, acht semidirektionale Yagi-Richt-Antennen, zwei Langdrahtantennen und Einrichtungen für den Sichtschutz (ähnlich einem Radom) für direktionale Antennen dokumentiert. Die Antennenanlagen weisen auf die Kapazitäten zu einer dauerhaften Überwachung eines weiten Frequenzspektrums hin. Damit können Mobiltelefone, Pager, drahtlose Internet Kommunikation (UMTS), WLANs, Satelliten down und uplinks, terrestrische Satelliten und UHF/VHF-Kommunikation und Kurzwellenfunk überwacht werden.
Die Botschaft war damit Teil des NSA/CIA-Programmes Special Collection Service.